# Mosson (Côte-d’Or)
Mosson település Franciaországban, Côte-d’Or megyében. Lakosainak száma 68 fő (2022. január 1.). Mosson Belan-sur-Ource, Prusly-sur-Ource, Brion-sur-Ource, Chaumont-le-Bois és Massingy községekkel határos.

## Népesség
A település népességének változása:
| Lakosok száma | 88   | 84   | 81   | 87   | 84   | 75   | 72   | 69   | 68   | 68   |
|               | 1968 | 1982 | 1990 | 2006 | 2012 | 2015 | 2017 | 2019 | 2020 | 2022 |